# Anisakis simplex
Anisakis simplex ist eine Art der Spulwürmer, deren natürlicher Endwirt Meeressäuger sind, bei denen sie im Magen schmarotzen. Er ist aber auch als Zoonoseerreger von Bedeutung, denn er kann den Menschen als Fehlwirt befallen und eine Anisakiasis auslösen.

## Merkmale
Anisakis simplex hat einen runden länglichen Körper, der sich nach vorn verengt. Das Hinterende ist bei Männchen gekrümmt, bei Weibchen gerade. Weibchen sind 4,5 bis 15 cm, Männchen 3,5 bis 7,2 mm. Die Mundöffnung ist von drei Lippen umgeben.
Die Abgrenzung zu anderen Anisakis-Arten kann anhand morphologischer Messungen erfolgen. Geeignete Merkmale dafür sind die Ventriculuslänge, das Schwanz-Körperlänge-Verhältnis und das Verhältnis von Länge des linken Spiculums und Gesamtlänge. Auch über genetische Untersuchungen ist eine Artbestimmung möglich.

## Lebenszyklus
Die Adulten sind in die Magenschleimhaut eingebettet. Die Weibchen geben nicht embryonierte Eier ab, die mit dem Kot in das Meerwasser gelangen. Hier entwickelt sich die Larve 1 im Ei. Diese häutet sich zur freischwimmenden Larve 2 und wird hier von Kleinkrebsen (Krill) aufgenommen, die als Zwischenwirt dienen und in denen sie sich zur Larve 3 häuten. Dies ist das infektiöse Stadium für Fische und Kopffüßer, in denen sich dieses Larvenstadium ansammelt, sie sind also Stapel- oder paratenische Wirte. Durch Fressen dieser Stapelwirte können die Larven auf Raubfische weiter übertragen werden. Mit dem Tod des Stapelwirtes wandern die Larven vom Darm in das Coelom und Muskelgewebe und wachsen bis auf 3 cm Länge. Wenn Meeressäuger den Fisch oder Kopffüßer fressen häuten sich die Larven zweimal und entwickeln sich im Magen zu den Adulten. Nimmt der Mensch ungenügend erhitzte und infizierte Fische oder Kopffüßer auf, unterbleibt die Entwicklung zu den Adulten und die Larven sterben nach etwa drei Wochen ab.